# 维勒罗
维勒罗（法語：Villereau，法語發音：[vilʁo]）是法国上法蘭西大區北部省的一个市镇，属于埃尔普河畔阿韦讷区。

## 地理
维勒罗（50°14'46"N, 3°41'48"E）面积5.52 平方千米，位于法国上法蘭西大區北部省，该省份为法国最北部的省份及最长的省份，西北濒北海，西接加来海峡省，南至埃纳省和索姆省，东与比利时接壤。
与维勒罗接壤的市镇（或旧市镇、城区）包括：弗拉努瓦、波泰勒、戈姆尼、若利梅兹、洛基尼奥勒、勒凯努瓦。

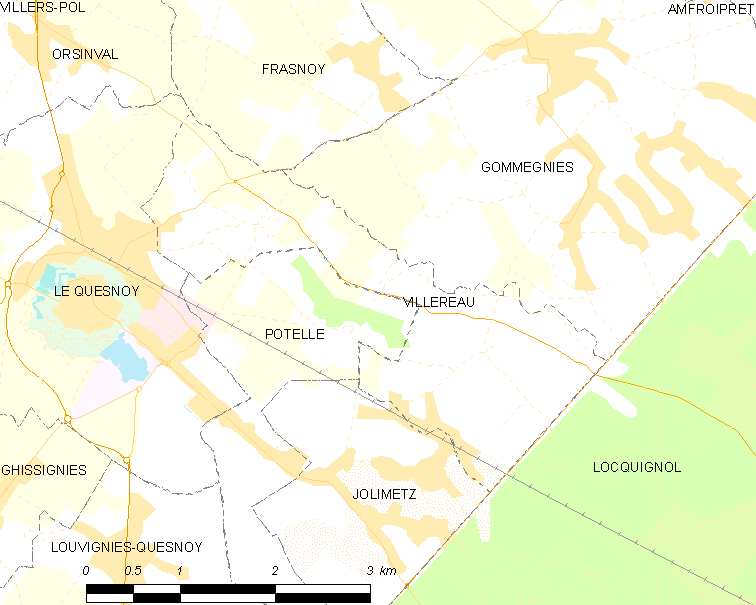
维勒罗的OSM定位图

维勒罗的时区为UTC+01:00、UTC+02:00（夏令时）。

## 行政
维勒罗的邮政编码为59530，INSEE市镇编码为59619。

## 政治
维勒罗所属的省级选区为欧努瓦-艾姆里县。

## 人口

1962-2008年间维勒罗人口变化图示

维勒罗于2022年1月1日时的人口数量为1062人。